# ATP Praga 1990
L'ATP Praga 1990 è stato un torneo di tennis giocato sulla terra rossa. È stata la 4ª edizione dell'ATP Praga che fa parte della categoria World Series nell'ambito dell'ATP Tour 1990. Si è giocato a Praga in Repubblica Ceca dal 6 al 12 agosto 1990.

## Campioni

### Singolare
Jordi Arrese ha battuto in finale  Nicklas Kulti con il punteggio di 7–6, 7–6

### Doppio
Vojtěch Flégl /  Daniel Vacek hanno battuto in finale  George Cosac /  Florin Segărceanu con il punteggio di 5–7, 6–4, 6–3